# Florida (departement)
Florida is een departement in Centraal-Uruguay. De hoofdstad is Florida.
Het departement heeft een oppervlakte van 10.417 km² en 67.048 inwoners (2011). Het departement ontstond in 1856 toen het werd afgesplitst van San José.
Inwoners van Florida worden in het Spaans floridenses genoemd.
Artigas · Canelones · Cerro Largo · Colonia · Durazno · Flores · Florida · Lavalleja · Maldonado · Montevideo · Paysandú · Río Negro · Rivera · Rocha · Salto · San José · Soriano · Tacuarembó · Treinta y Tres